# Renault 5 E-Tech Electric
Pour les articles homonymes, voir Renault 5 et R5.
La Renault 5 E-Tech Electric est une citadine 100 % électrique du constructeur automobile français Renault produite à partir de 2024. Elle reprend le nom de la Renault 5, produite de 1972 à 1984, et est annoncée par la présentation du concept Renault 5 Prototype en 2021. Elle est distinguée du label Origine France Garantie. Sa variante sportive est l'Alpine A290.

## Présentation
La Renault 5 E-Tech Electric est présentée le 26 février 2024 à 9 h 30 lors de la 90e édition du salon automobile de Genève qui fête ses 100 ans,. Les commandes sont ouvertes à partir du 31 mai 2024.
Parallèlement, la chaîne YouTube de Renault poste une vidéo montrant un personnage rappelant la Lofi Girl se déplaçant dans une R5, puis dans le nouveau modèle de Renault 5. Il s'agit d'un partenariat commercial avec la marque Renault.

## Caractéristiques techniques
La R5 E-Tech repose sur la plateforme technique AmpR Small, dédiée aux voitures électriques du segment B et anciennement dénommée CMF-B EV.
Avec une longueur inférieure à 4 m (3,92 m), cette citadine a un diamètre de braquage de 10,3 m et est plus compacte que la Renault Clio V.
Le véhicule est distingué du label Origine France Garantie.

### Design
Gilles Vidal, directeur du design Renault, refuse l'idée de faire de la R5 électrique une voiture « vintage » malgré la présence de nombreux éléments esthétiques et détails rappelant la R5 des années 1970 et 1980.
Ainsi, la grille d’aération du capot moteur que l'on retrouvait sur la R5 originelle est ici transformée en indicateur de charge de la batterie, chacune des cinq barres de l'indicateur correspondant à 20 % de charge. Par ailleurs, la gouttière métallique est remplacée par un liseré rouge ceinturant le toit. L'épaulement des ailes et la signature lumineuse arrière rappellent aussi les R5 Turbo et Supercinq.

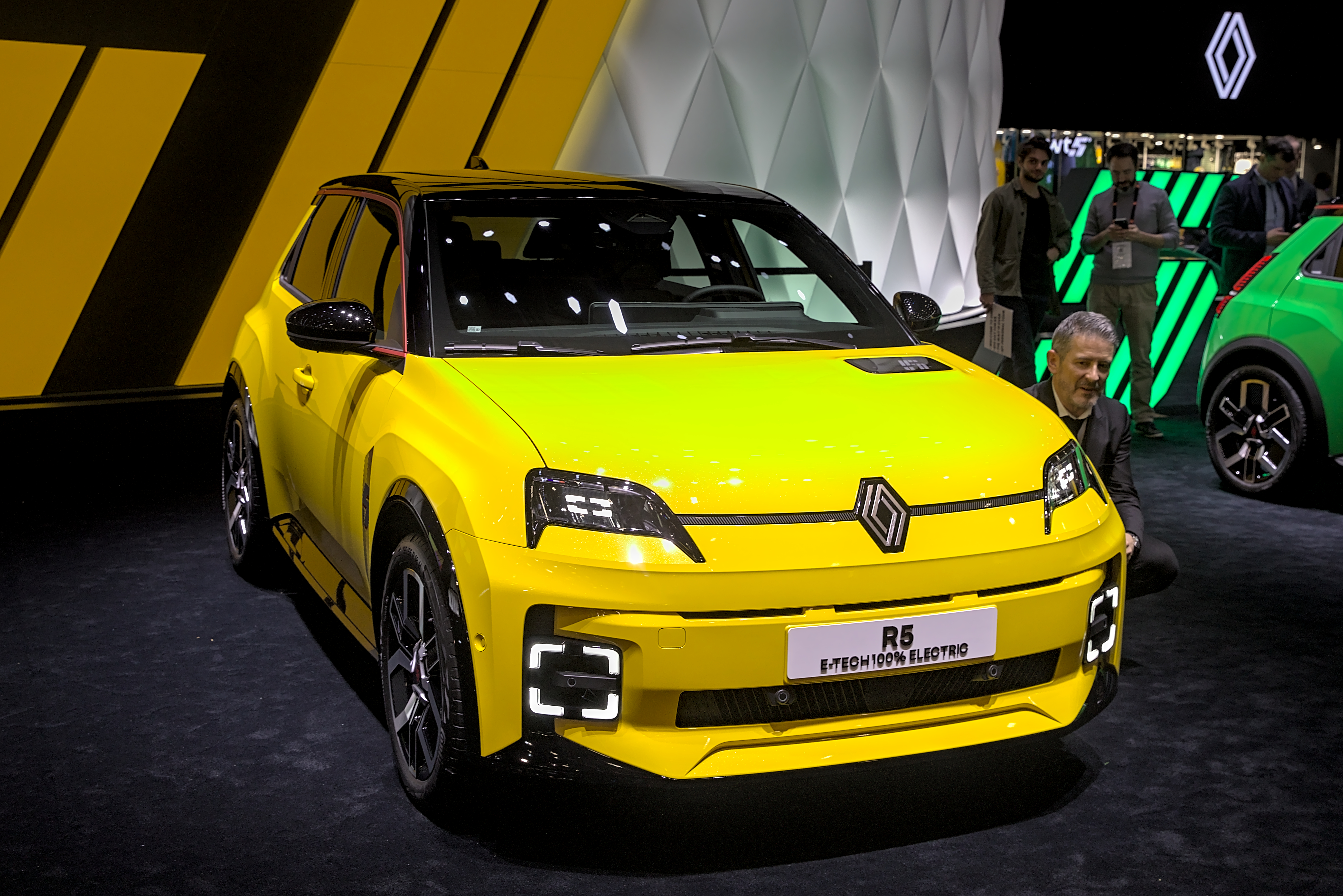
Vue de l'avant.
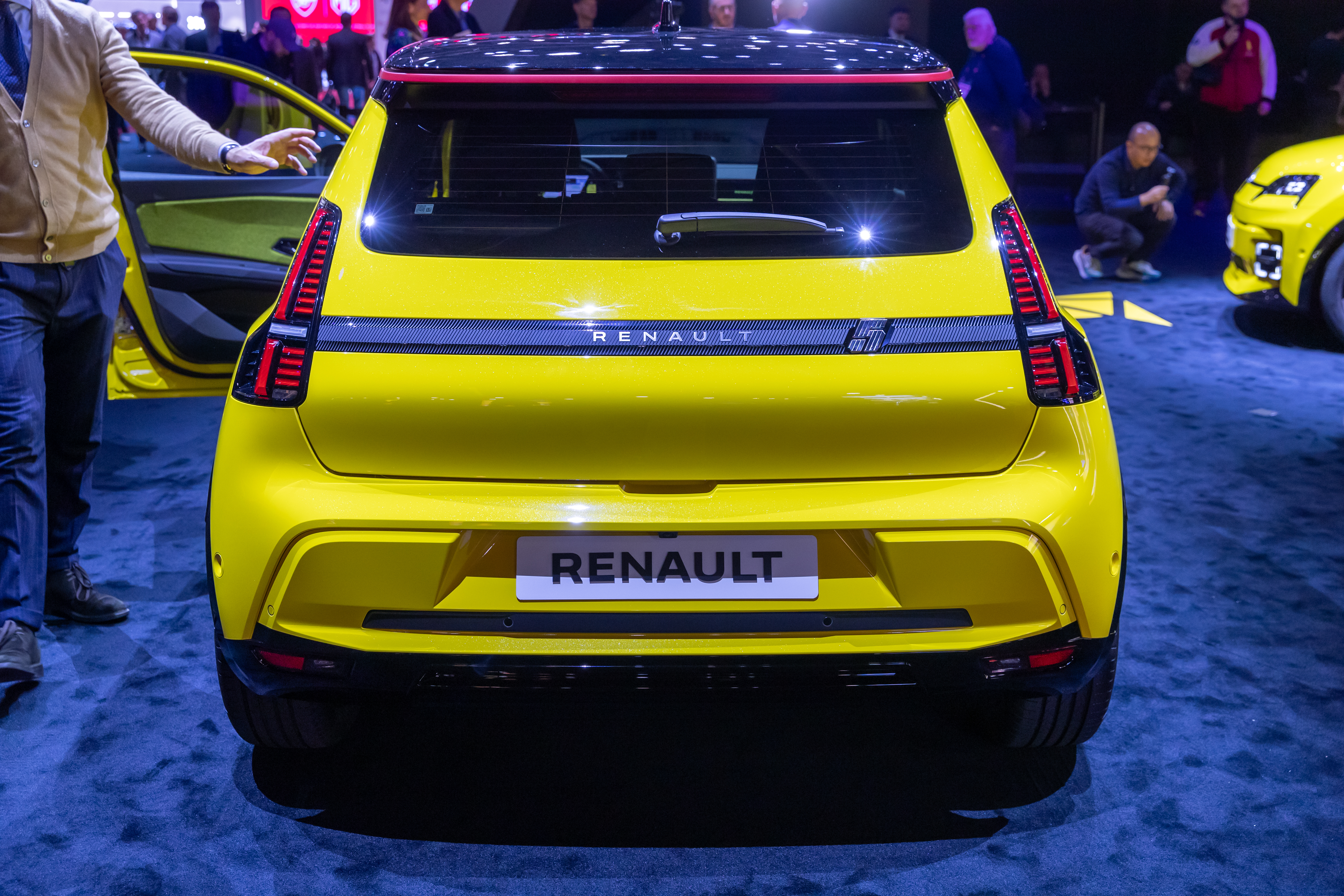
Vue de l'arrière.
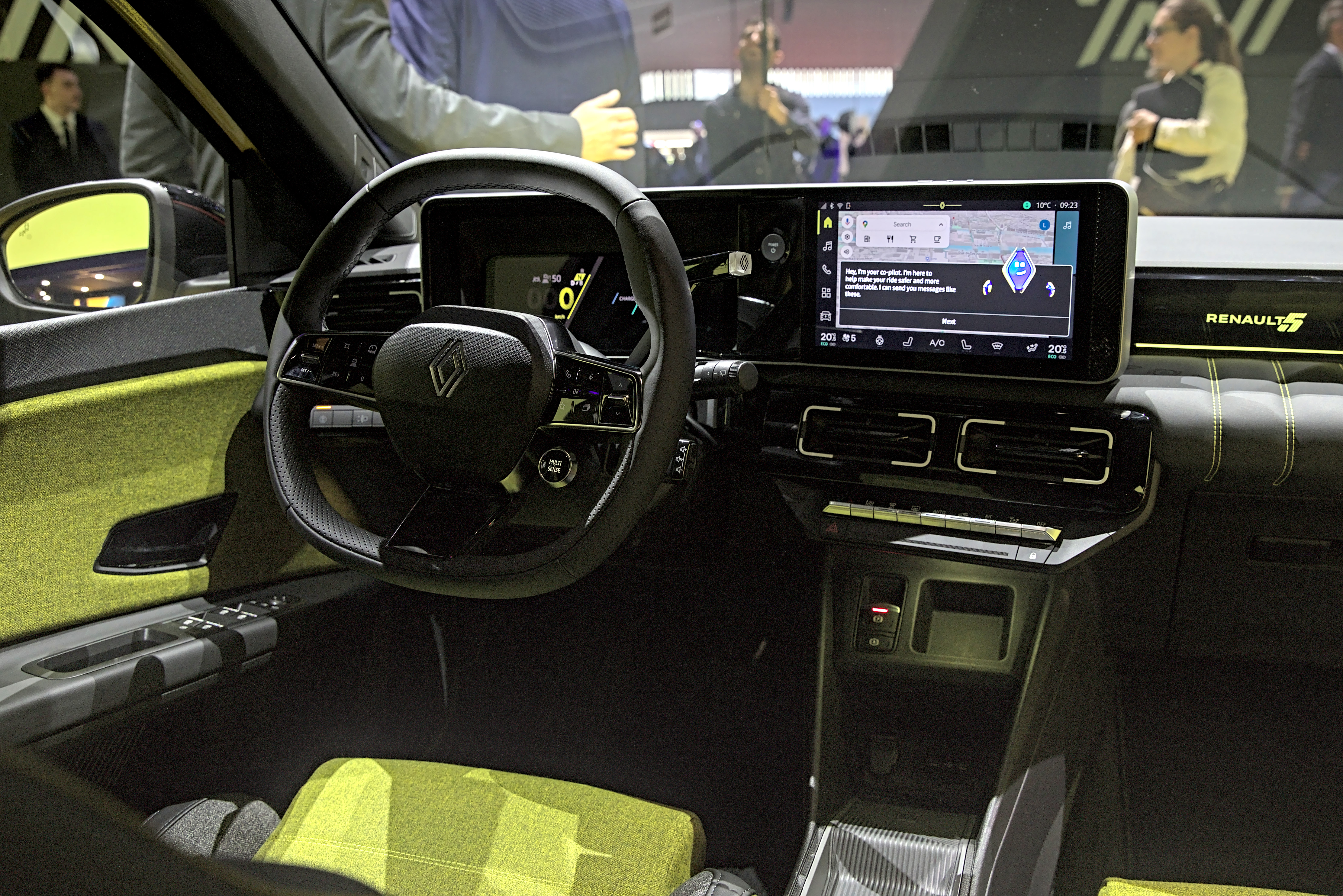
Vue de l'intérieur.
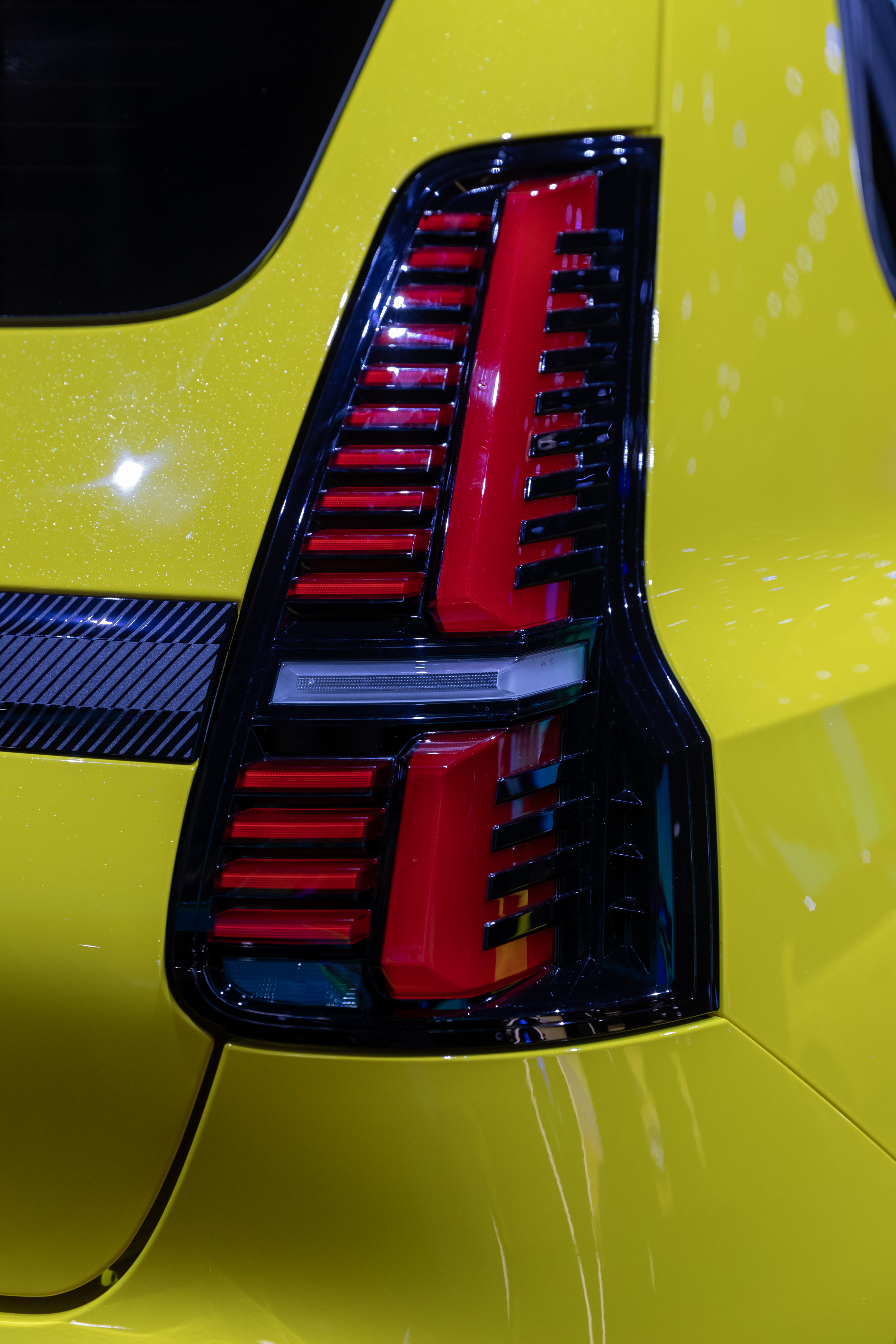
Signature lumineuse arrière.

À son lancement, elle est la seule Renault à ne pas recevoir le logo du constructeur sur la malle arrière, mais les lettres RENAULT intégrées dans un bandeau, et suivies du no 5. Toutes les versions reçoivent des jantes de 18 pouces. Enfin, la Renault 5 E-Tech Electric utilise sa signature lumineuse pour émettre des clins d'œil à l'approche de son propriétaire.

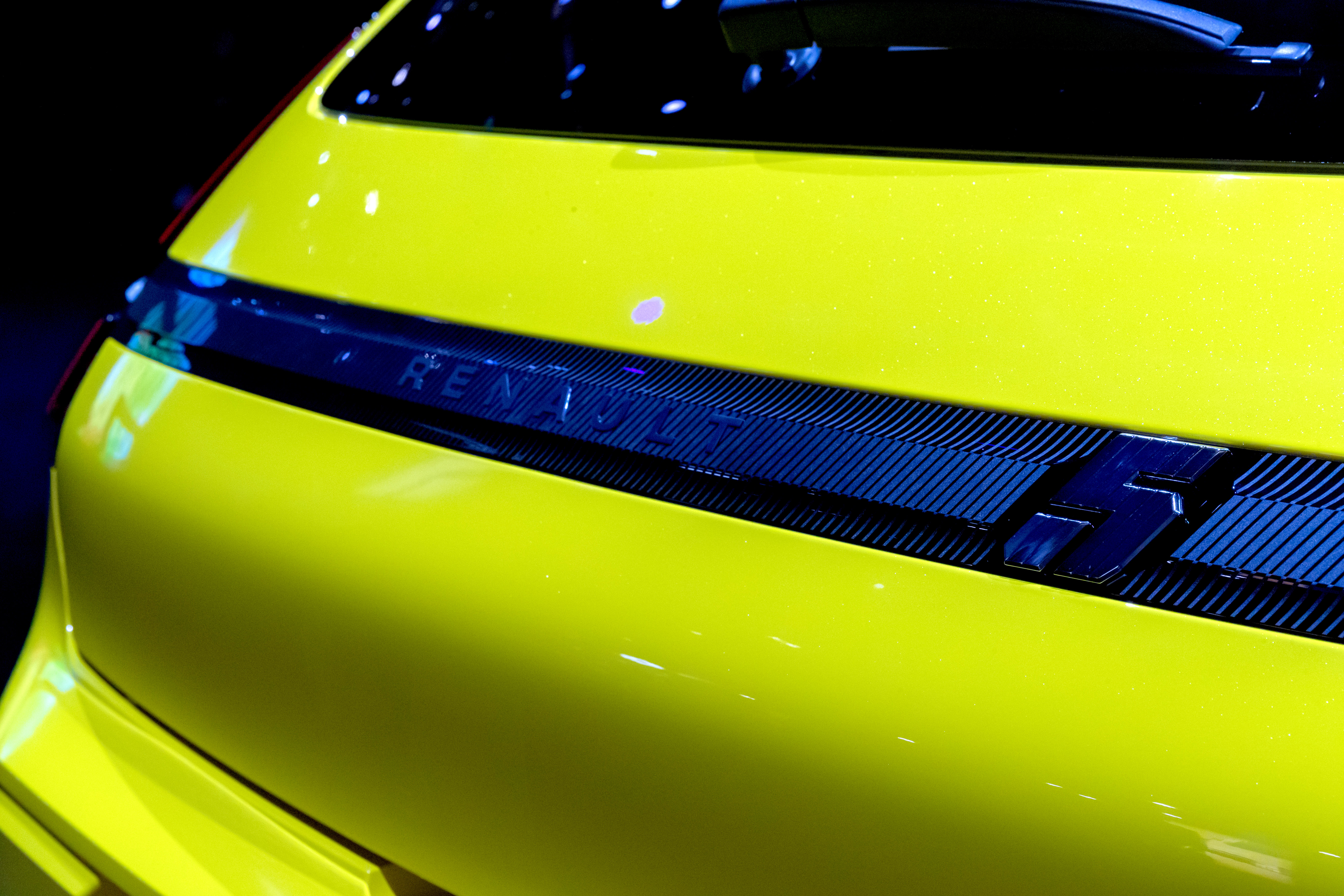
Bandeau arrière.
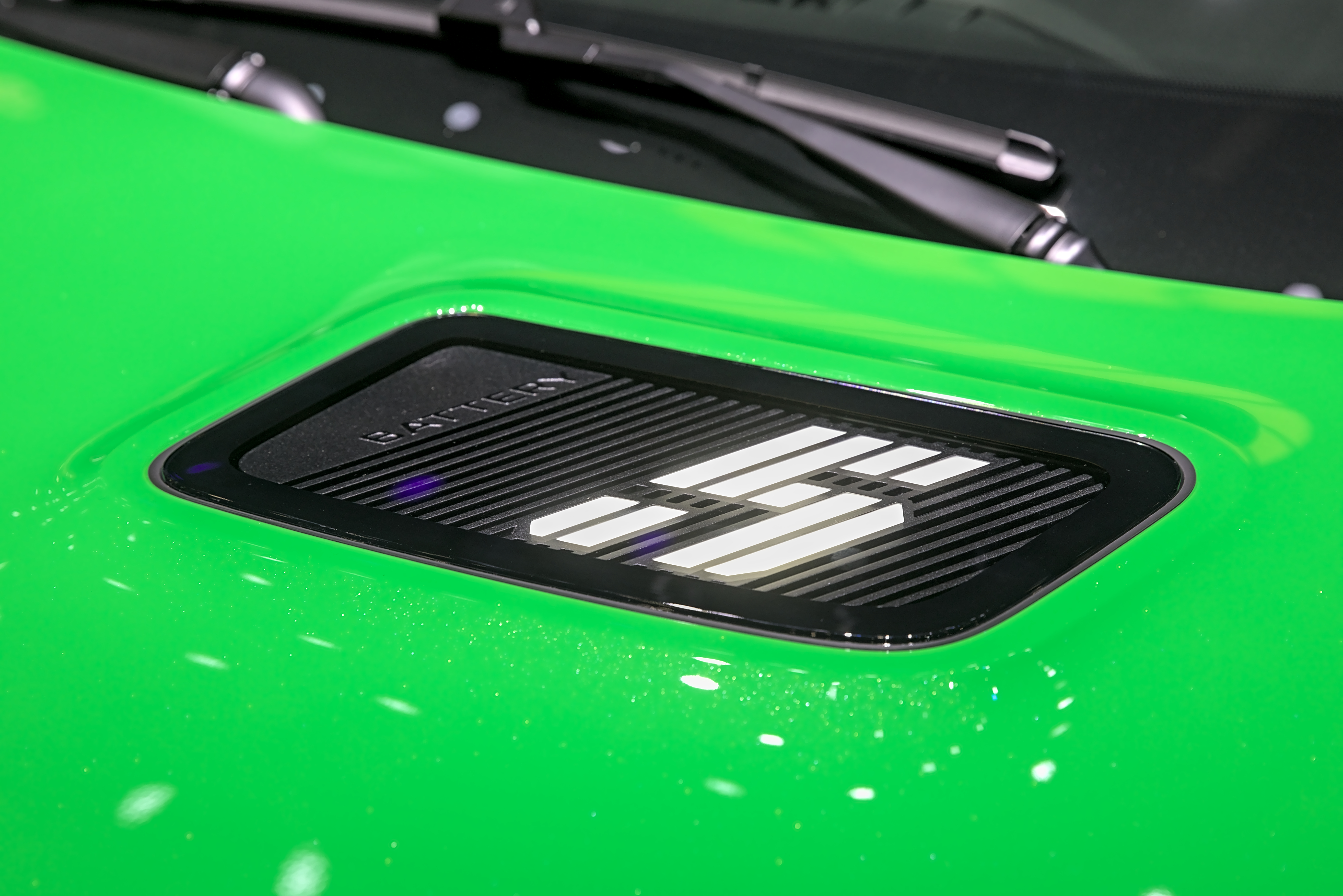
Détail stylistique symbolisant la prise d'air de capot sur les anciennes R5.
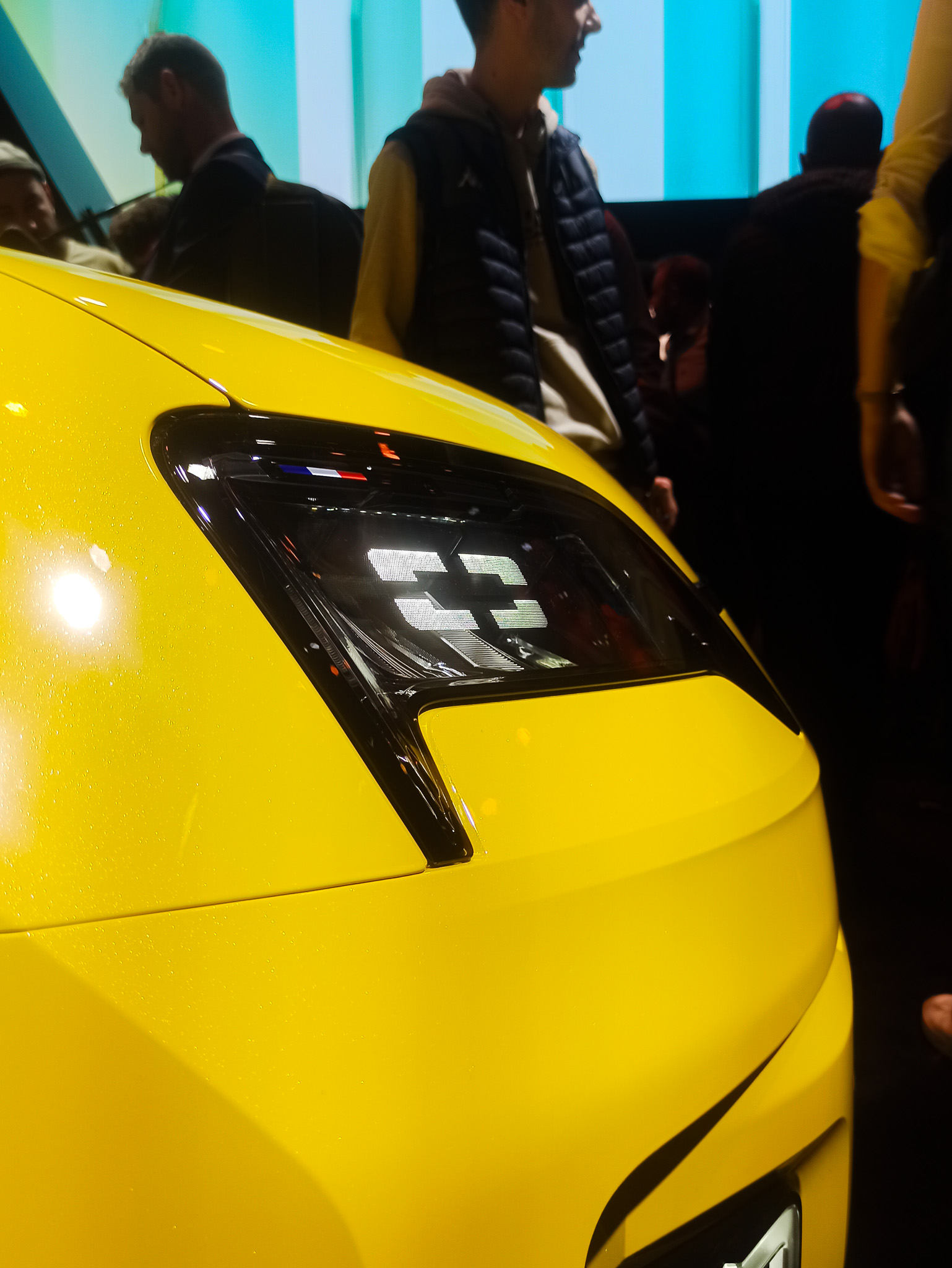
Feu avant.
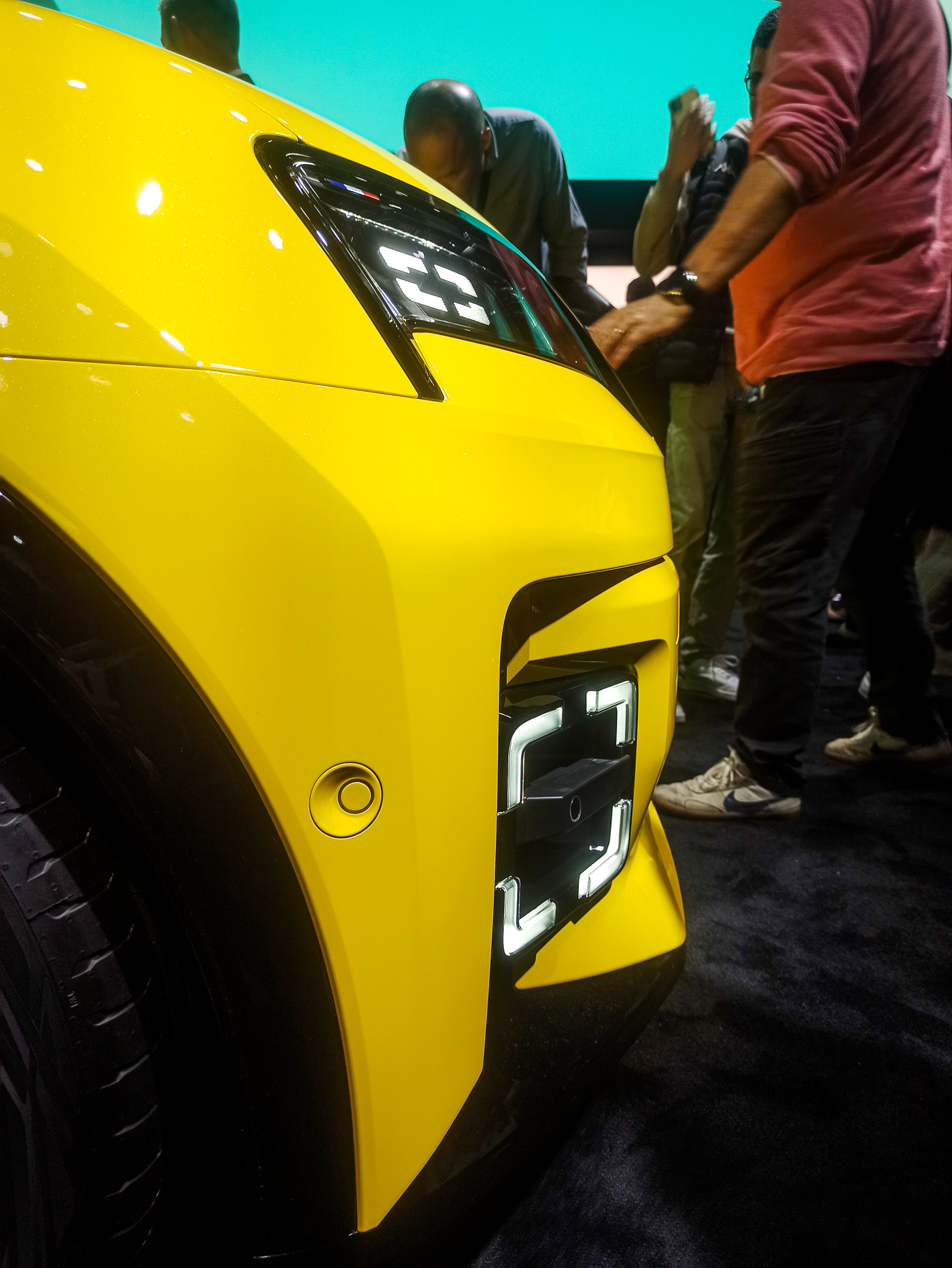
Feu avant et antibrouillard.

### Technologies

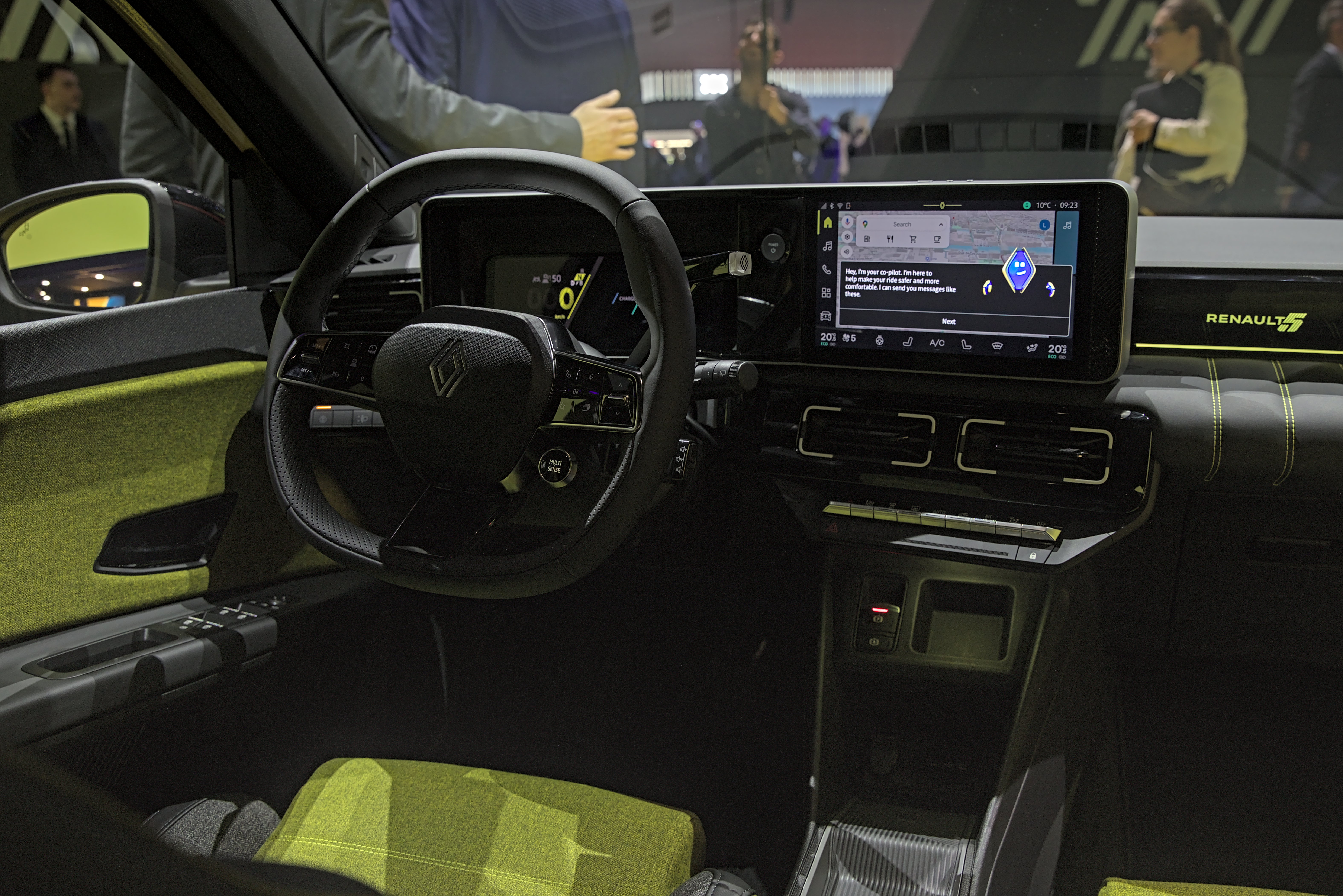
Planche de bord.

La citadine électrique est équipée d’un combiné d’instrumentation numérique de 7 ou 10 pouces selon le niveau de finition, ainsi que d’un écran central d'info-divertissement de 10 pouces fondé sur Android Automotive et doté d'un assistant vocal baptisé Reno.
La partie droite et l'ensemble rectangulaire rassemblant les deux écrans font référence à la R5 originelle.

### Accessoires
Renault commercialise une série d'accessoires en parallèle du lancement de la 5 E-Tech Electric, dont un porte-baguette en osier tressé réalisé par un artisan français, qui peut être fixé dans l'habitacle et servir de porte fleurs.

### Motorisations
La R5 Electric est proposée avec un choix de trois motorisations électriques. L'entrée de gamme est dotée d'un moteur sans aimant permanent de 70 kW (95 ch) pour un couple de 215 N m alimenté par une batterie d'une capacité de 40 kWh. Le milieu de gamme conserve la même batterie et se dote d'un moteur de 90 kW (120 ch) et 225 N m de couple. Le haut de gamme reçoit un moteur de 110 kW (150 ch) et un couple de 245 N m associée à une batterie de 52 kWh.

### Batteries
Les batteries Li-NMC (Lithium-ion Nickel-Manganèse-Cobalt) d'une capacité de 52 kWh sont équipées de cellules de Envision Energy produites en Chine pour les modèles lancés en 2024, puis à partir de mars 2025, les deux versions 40 et 52 kWh reçoivent des batteries produites à Douai, en France.
Pour la recharge, la R5 est équipée d’un chargeur de 11 kW en courant alternatif (AC), et en courant continu d’un chargeur de 80 kW (pour la plus petite batterie) ou de 100 kW (pour la plus grande batterie).
Les versions 90 et 110 kW sont dotées de la fonctionnalité de charge bidirectionnelle dite V2L Vehicle-to-Load permettant de brancher des appareils électriques extérieurs, et V2G Vehicle-to-Grid pour transférer de l'électricité sur le réseau.
La Renault 5 E-Tech Electric est équipée d'une fonction Plug&Charge, lui permettant d'être directement reconnue par les bornes de recharge sans passer par une carte comme c'était le cas précédemment.
| Logo de Renault                          | Renault 5 E-Tech Electric                | Renault 5 E-Tech Electric                | Renault 5 E-Tech Electric                |
| Logo de Renault                          | Autonomie Urbaine 95 ch                  | Autonomie Urbaine 120 ch                 | Autonomie Confort 150 ch                 |
| ---------------------------------------- | ---------------------------------------- | ---------------------------------------- | ---------------------------------------- |
| Type de moteur                           | Synchrone sans aimants permanents        | Synchrone à aimants permanents           | Synchrone à aimants permanents           |
| Puissance moteur ch (kW)                 | 95 (70)                                  | 120 (90)                                 | 150 (110)                                |
| au régime de (tr/min)                    |                                          |                                          |                                          |
| Couple maximal (N m)                     | 215                                      | 225                                      | 245                                      |
| au régime de (tr/min)                    |                                          |                                          |                                          |
| Transmission                             | Traction                                 | Traction                                 | Traction                                 |
| Vitesse maximale (km/h)                  | 150                                      | 150                                      | 150                                      |
| 0-100 km/h (s)                           |                                          |                                          | 8,0                                      |
| Masse à vide (kg)                        | 1 350                                    |                                          | 1 449                                    |
| Batterie                                 |                                          |                                          |                                          |
| Type                                     | Li-NMC (Lithium nickel manganèse cobalt) | Li-NMC (Lithium nickel manganèse cobalt) | Li-NMC (Lithium nickel manganèse cobalt) |
| Capacité brute (kWh)                     |                                          |                                          |                                          |
| Capacité utile (kWh)                     | 40                                       | 40                                       | 52                                       |
| Tension (V)                              | 400                                      | 400                                      | 400                                      |
| Autonomie (WLTP) (km)                    | 300                                      | 300                                      | 410                                      |
| Consommation en cycle mixte (kWh/100 km) |                                          |                                          | 14,9                                     |
| Consommation en ville (kWh/100 km)       |                                          |                                          |                                          |
| Masse de la batterie (kg)                |                                          |                                          | 297                                      |
| Temps de recharge                        |                                          |                                          |                                          |
| sur une prise Wallbox 3,7 kW (0 à 100 %) |                                          |                                          | 14h51                                    |
| sur une borne 11 kW (10 à 100 %)         | 3h30                                     | 3h30                                     | 4h30                                     |
| sur une borne 80 kW (DC) (15 à 80 %)     | -                                        | 30 min                                   |                                          |
| sur une borne 100 kW (DC) (15 à 80 %)    | -                                        | -                                        | 30 min                                   |
| Charge bidirectionnelle                  |                                          |                                          |                                          |
| V2L (kW)                                 | 3,7                                      | 3,7                                      | 3,7                                      |
| V2G (kW)                                 | 7,4                                      | 7,4                                      | 7,4                                      |

## Finitions
Sources : ,,
- Five
- Evolution :
  - Aide au stationnement arrière
  - Chargeur bidirectionnel compatible V2L et V2G
  - Chargeur DC en courant continu
  - Climatisation automatique et pompe à chaleur
  - Jantes acier avec enjoliveurs 18 pouces Disco
  - Radars de recul
  - Réplication smartphone Android Auto et Apple CarPlay
- Techno (en plus d'Evolution) :
  - Aide au démarrage en côte
  - Aide au parking avant et arrière avec caméra de recul
  - Alerte de survitesse
  - Alerte sortie de voie
  - Assistant maintien dans la voie
  - Avertisseur de distance
  - Capteur de pluie et luminosité
  - Chargeur à induction
  - Console centrale haute avec accoudoir
  - Feux de route automatiques
  - Freinage automatique d'urgence
  - Indicateur de charge « 5 » sur le capot
  - Jantes en alliage de 18 pouces « techno »
  - Joncs de vitres noir grainé
  - Limiteur de vitesse
  - Multi-sense
  - Reconnaissance des panneaux de signalisation
  - Régulateur de vitesse adaptatif stop & go
  - Réplication smartphone sans fil
  - Rétroviseur intérieur électrochrome
  - Rétroviseurs extérieurs rabattables électriquement
  - Sellerie textile 100 % recyclé, bleu jeans et gris
  - Siège conducteur réglable 6 voies
  - Signature lumineuse à micro-optique
  - Stickers décoratifs techno
  - Système multimédia OpenR link avec avatar officiel Reno
  - Système de surveillance d'attention du conducteur
  - Vitres et lunette arrière surteintées
  - Volant revêtu de textile enduit grainé
- Iconic cinq (en plus de Techno) :
  - Active Driver assist
  - Adaptateur pour alimentation d’appareils électriques : charge bidirectionnelle V2L
  - Alerte de trafic en marche arrière
  - Avertisseur d’angle mort
  - Freinage automatique d’urgence en marche arrière
  - Jantes en alliage 18 pouces « chrono »
  - Jonc coloré rouge ou doré
  - Parking latéral
  - Parking mains-libres
  - Protections de carrosserie noir brillant
  - Régulateur de vitesse adaptatif
  - Rétroviseur intérieur électrochrome sans cadre
  - Sellerie mixte en textile 100 % recyclé, jaune et gris
  - Sièges avant chauffants
  - Siège conducteur à réglage lombaire électrique
  - Strippings latéraux spécifiques
  - Toit noir étoilé
  - Volant chauffant

Série spéciale
- Roland-Garros (à partir de mai 2025)[19],[20]
  - Détails contrastants en similicuir bleu
  - Embout du sélecteur de transmission façon poignée de raquette
  - Film de toit noir satiné façon textile
  - Inscription « Roland-Garros Paris » rétroéclairée sur la planche de bord
  - Jantes bi-ton Ecrou de 18" à cache-moyeux gris Schiste mat
  - Logo de Roland-Garros et motifs de croix de Saint-André (en référence à des détails architecturaux du stade) sur les portes avant
  - Sellerie exclusive en tissu gris clair recyclé
  - Seuils de portes en aluminium « Roland-Garros Paris »
  - Tapis et chargeur de smartphone couleur terre battue

### Tarifs
Les tarifs en France métropolitaine annoncés le 7 octobre 2024 :
| Batterie / Finition         | Five       | Evolution | Techno   | Iconic Cinq |
| --------------------------- | ---------- | --------- | -------- | ----------- |
| Urban Range 40 kWh 95 ch    | < 25 000 € | -         | -        | -           |
| Urban Range 40 kWh 120 ch   | -          | 27 990 €  | 29 990 € | 31 990 €    |
| Confort Range 52 kWh 150 ch | -          | -         | 33 490 € | 35 490 €    |

### Teintes de carrosserie
Le choix des teintes Jaune Pop et Vert Pop permet de faire écho à la Renault 5 originelle. Des combinaisons bicolores sont également proposées,.
- Jaune Pop
- Vert Pop
- Bleu Nocturne
- Noir Étoilé
- Blanc Nacré
- Gris Schiste Mat

Coloris au lancement de la R5 E-Tech Electric.
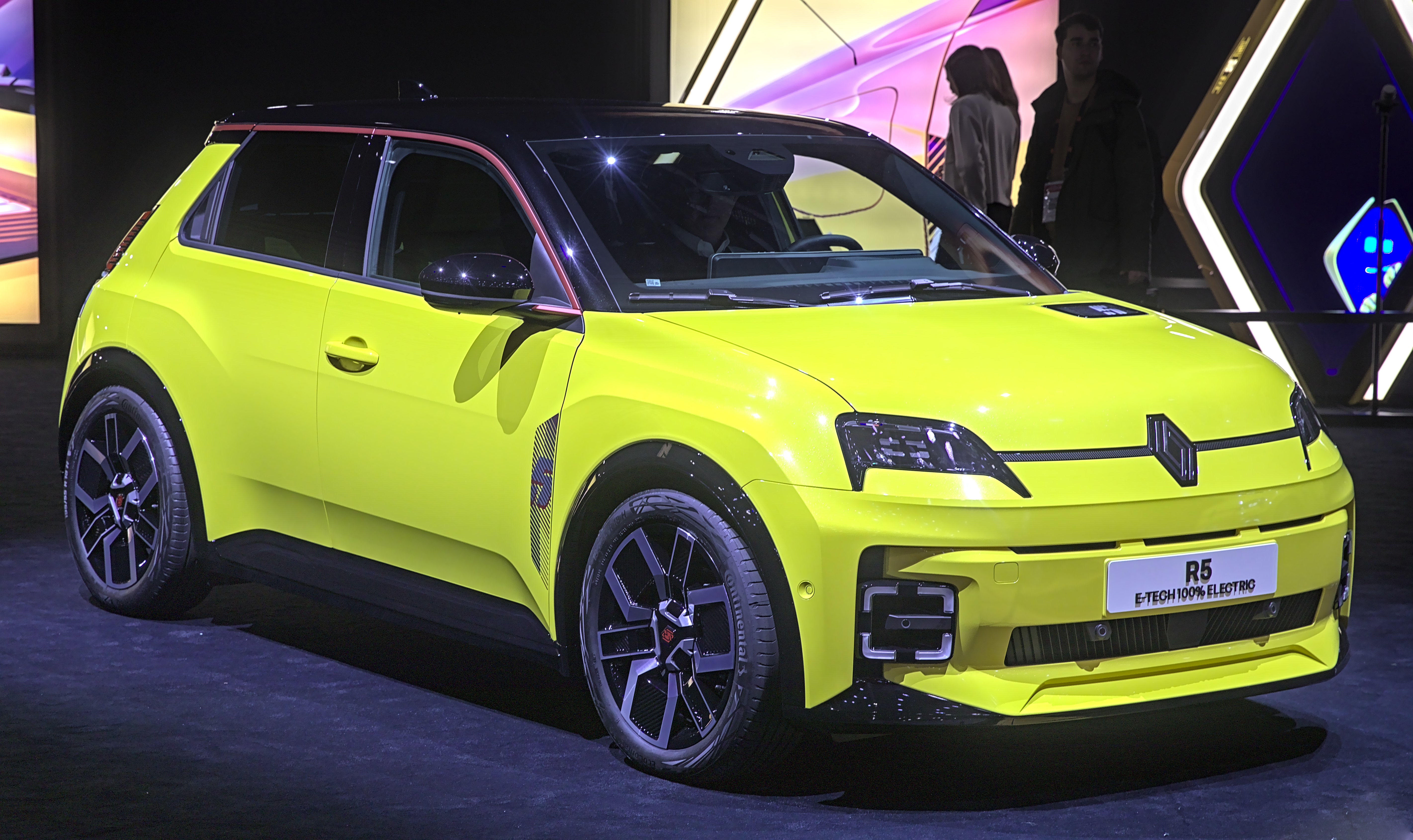
Jaune Pop.
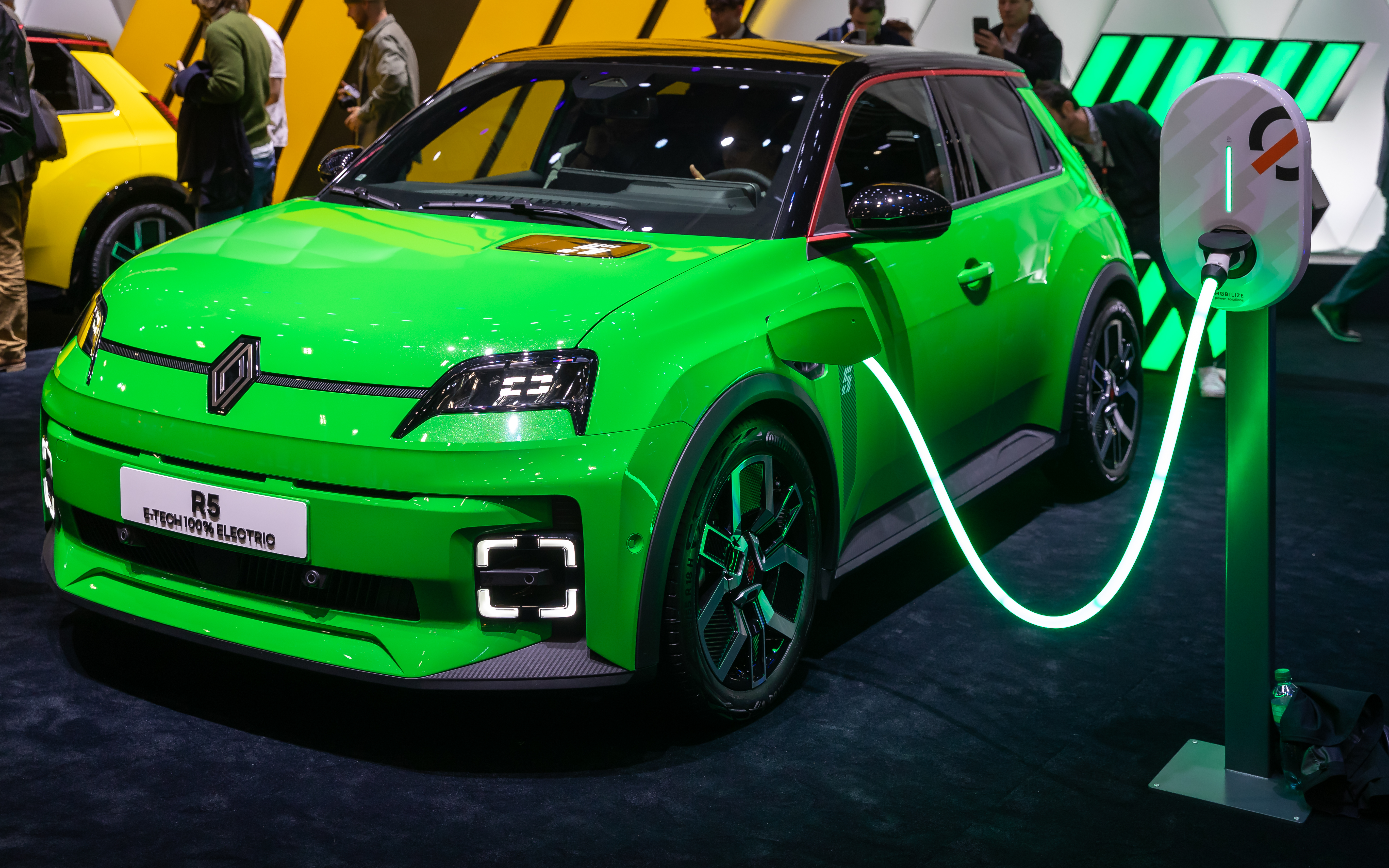
Vert Pop.
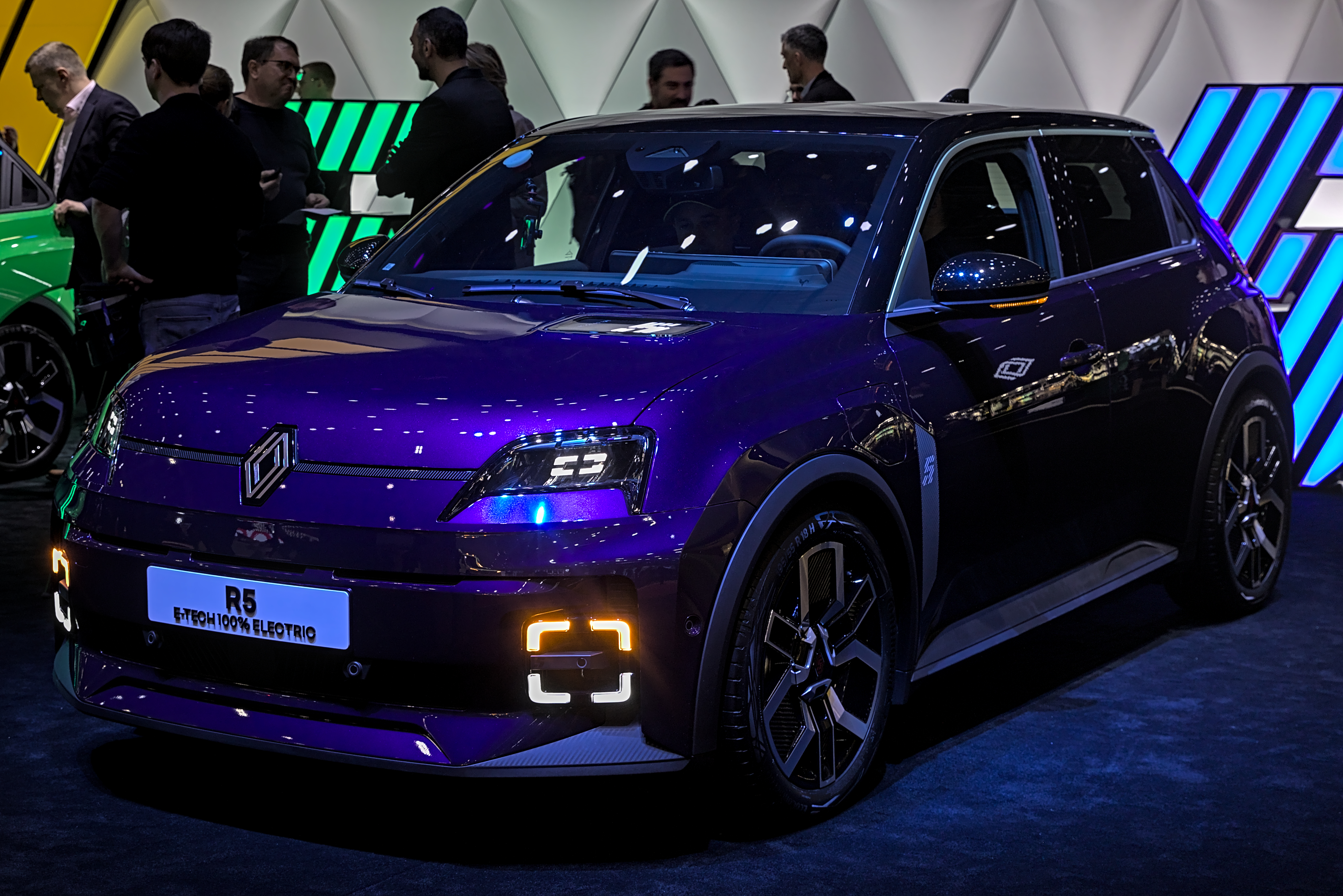
Bleu Nocturne.

## Concept cars

### Renault 5 Prototype
La Renault 5 Electric est préfigurée par le concept car Renault 5 Prototype présenté le 14 janvier 2021 lors de l'annonce du plan stratégique « Renaulution » par le nouveau directeur général du constructeur français Luca de Meo. Celui-ci a œuvré au sein du constructeur Fiat pour lancer la nouvelle Fiat 500. La Renault 5 Prototype est un concept car qui mélange le rétro et le futuriste de citadine 100 % électrique, fabriqué à un unique exemplaire.
Un exemplaire de Renault 5 Prototype est présenté à l'occasion du tournoi de Roland-Garros 2023, avec un coloris blanc satin métallisé et quelques éléments distinctifs. Le concept car annonce une série spéciale Roland-Garros sur le modèle de série.
La 5 Prototype est la première réalisation lancée sous l'égide du designer Gilles Vidal, qui a quitté la tête du département design de Peugeot en juillet 2020 pour rejoindre Renault.
Elle reçoit des logos qui s'allument, des drapeaux tricolores sur les rétroviseurs et des chiffres « 5 », hommage à la R5, sur les moyeux de roues, le bouclier avant et le hayon,.
La 5 Prototype repose sur la plateforme CMF-EV dédiée aux véhicules électriques du groupe Renault comme la Nissan Ariya.

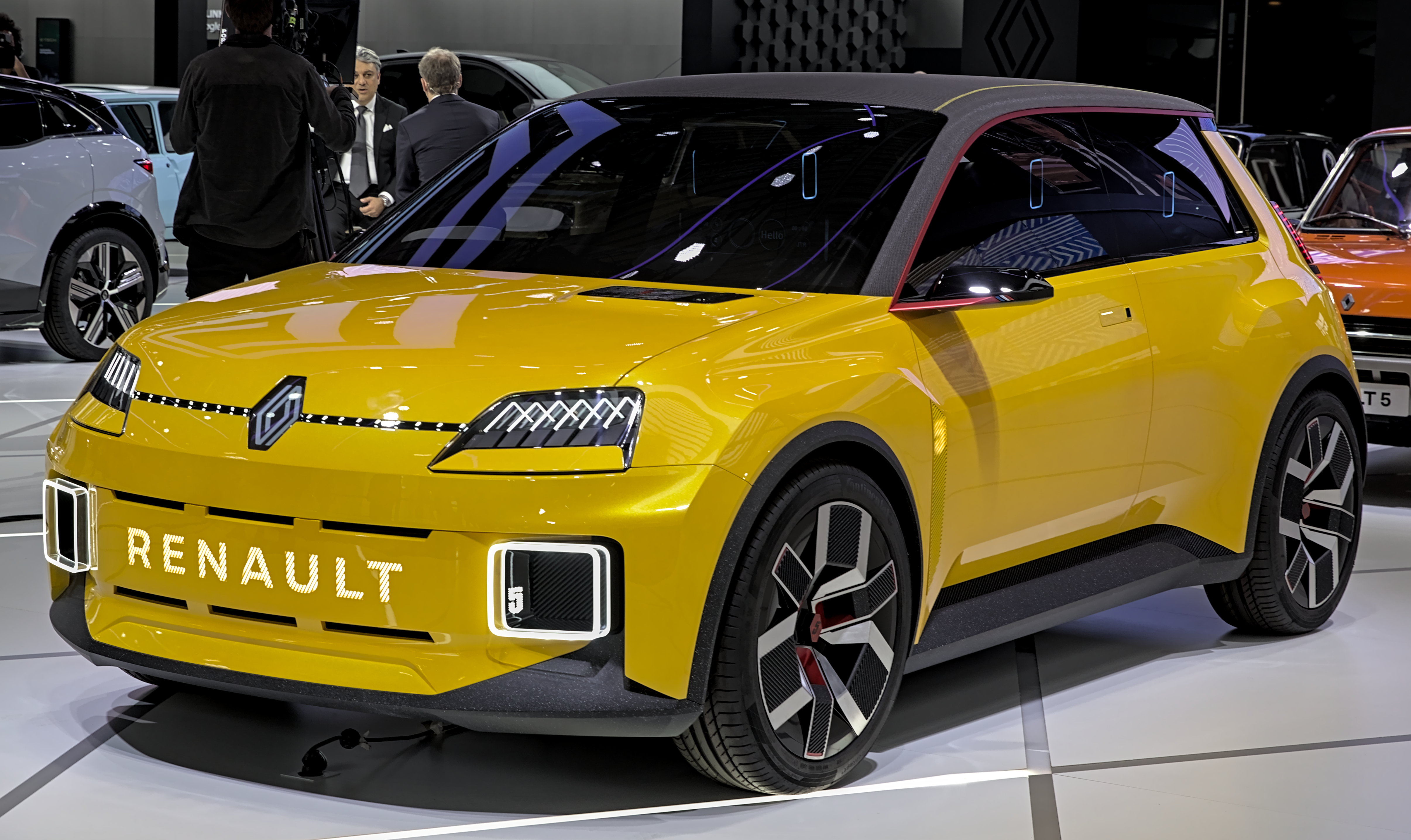
Vue de l'avant de concept.
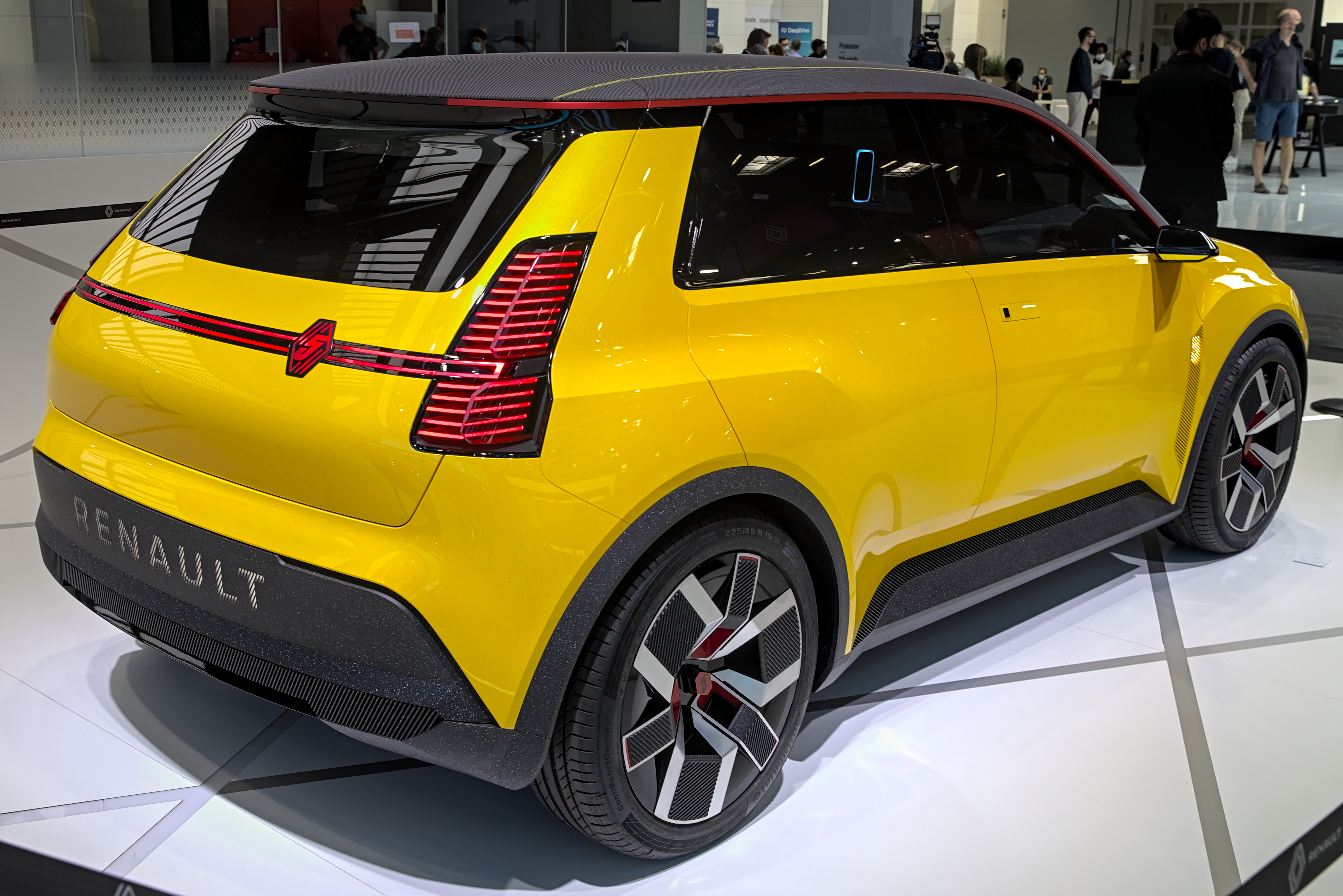
Vue arrière du concept.

### Renault R5 Turbo 3E

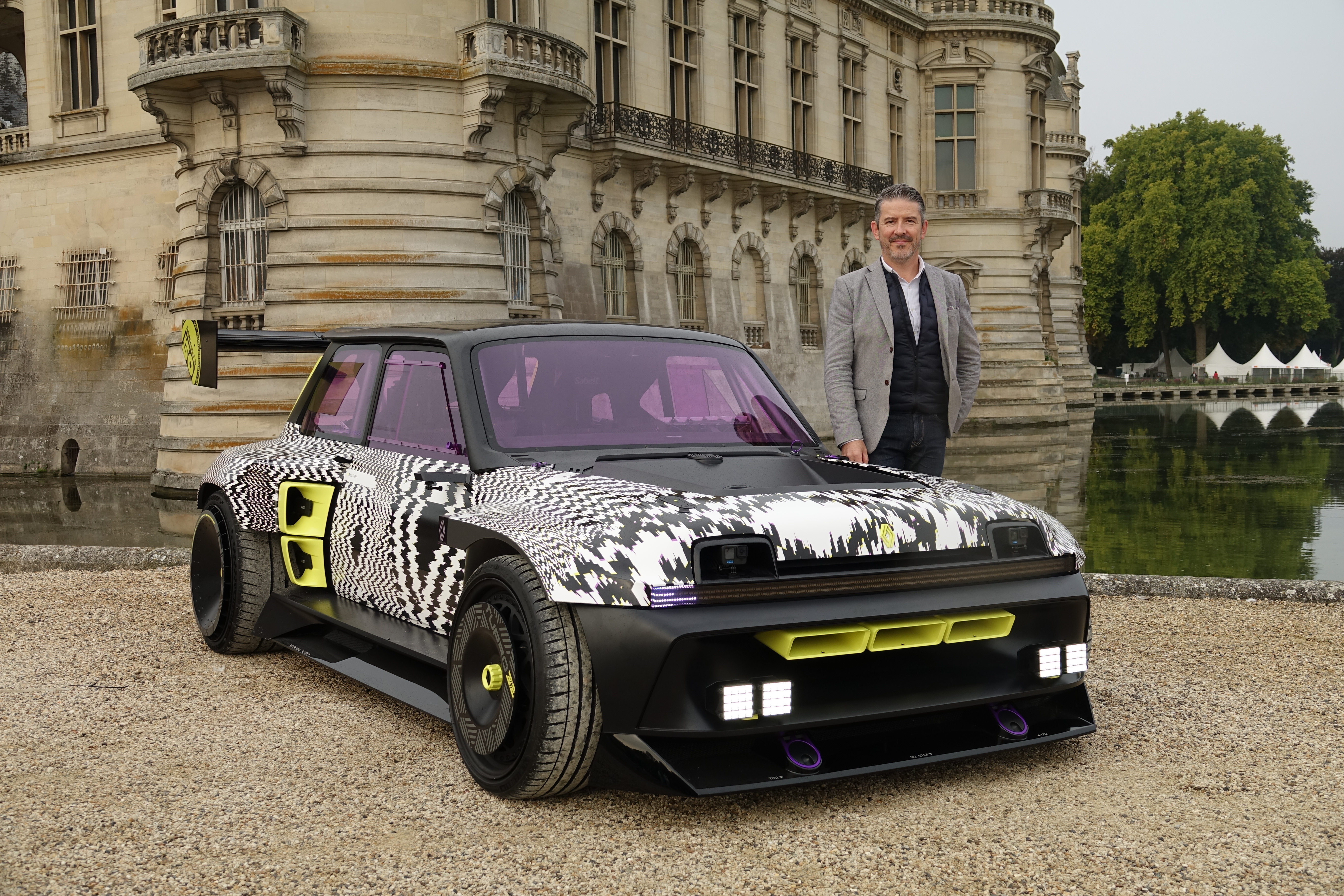
Gilles Vidal et la Renault R5 Turbo 3E.

La Renault R5 Turbo 3E est un concept car de voiture de course 100 % électrique du constructeur automobile français Renault inspiré de la Renault 5 Turbo et célèbre les 50 ans de la Renault 5. Le concept car est dévoilé dans la presse le 22 septembre 2022 avant son exposition au public au concours d'élégance du Chantilly Arts & Elegance Richard Mille 2022 le 25 septembre 2022, puis au Mondial de l'automobile de Paris 2022 en octobre. La R5 Turbo électrique est dotée d'une batterie d'une capacité de 42 kWh.
La R5 Turbo 3E dispose de deux moteurs électriques sur les roues arrière. Au total, ils délivrent une puissance de 280 kW (environ 380 ch) pour un couple de 700 N m. La Renault R5 Turbo électrique peut atteindre 200 km/h en vitesse de pointe et réalise le 0 à 100 km/h en 3,5 s.
Reposant sur la nouvelle génération de R5, elle préfigure l'Alpine A290, commercialisée à partir de 2024.

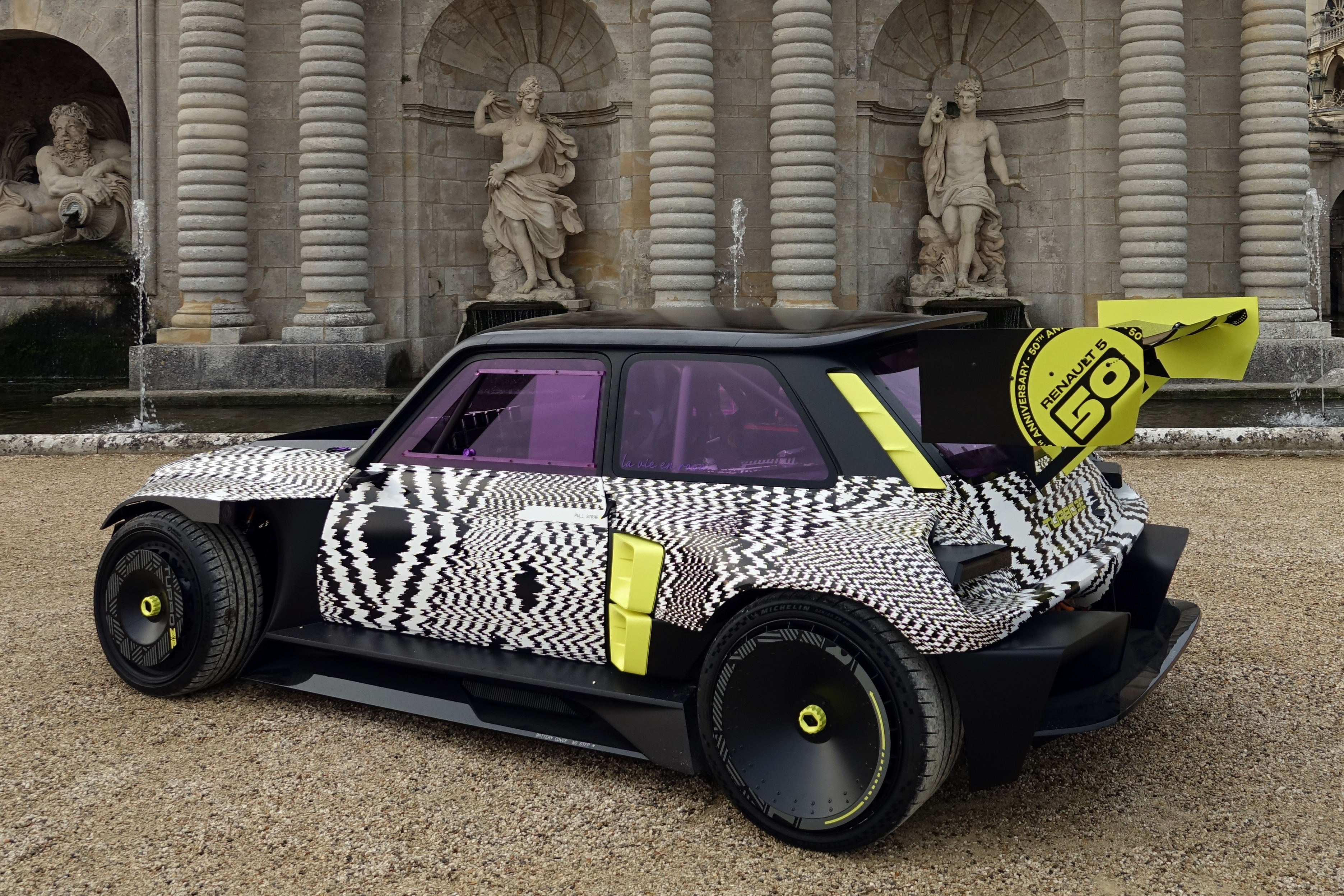
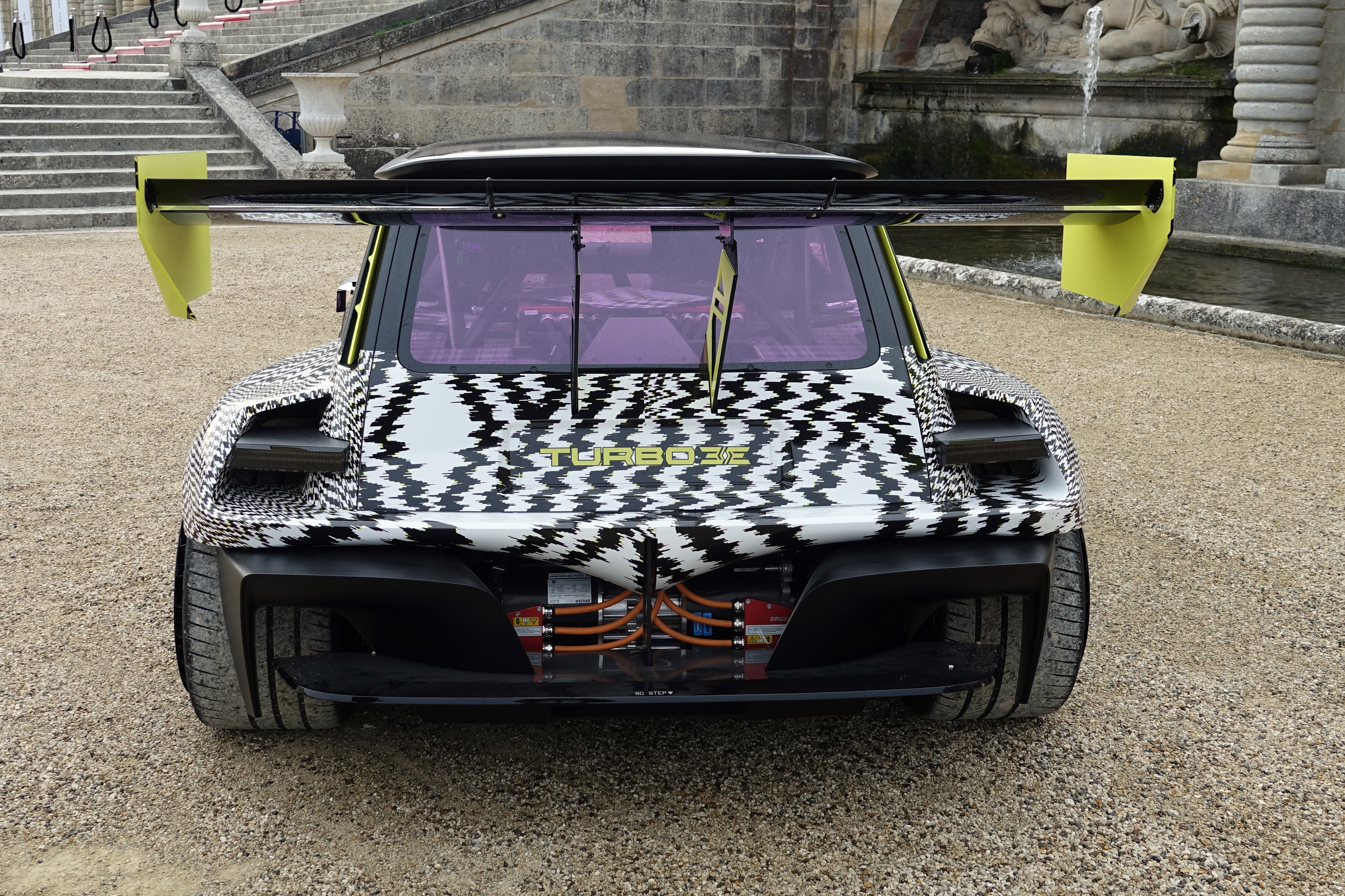
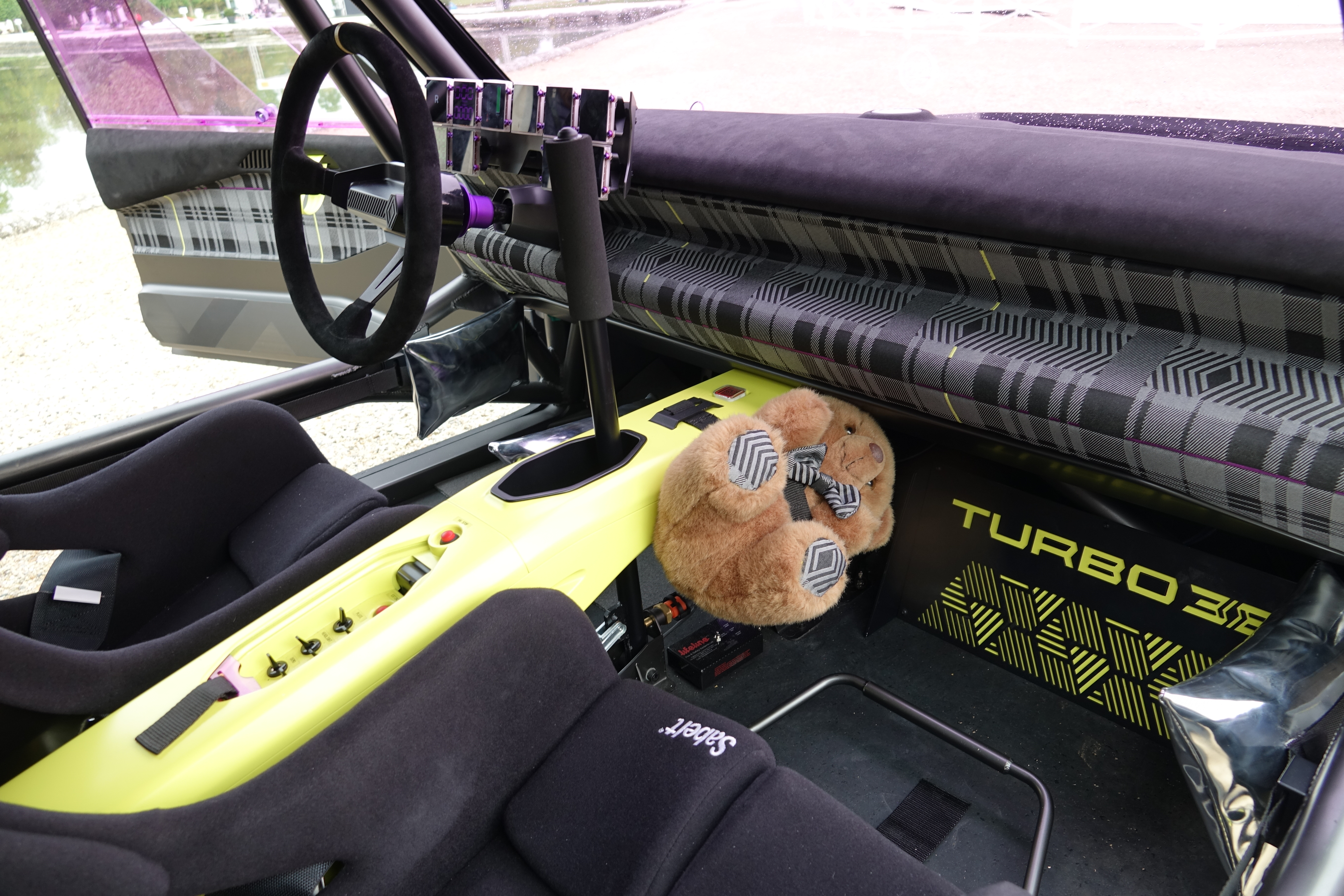
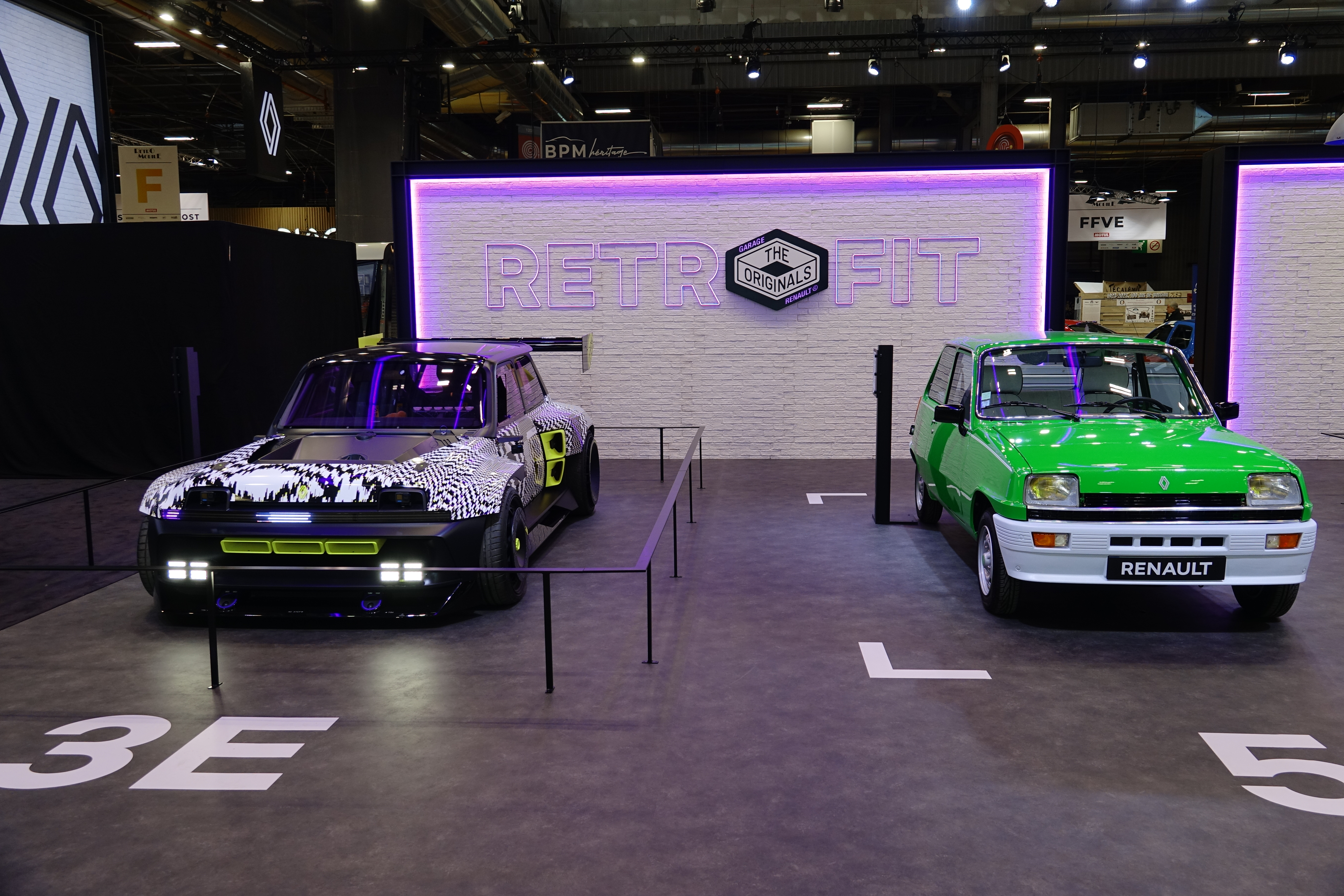
Renault R5 Turbo 3E et une R5 originelle.